# Karel Slavoj Amerling

Karel Slavoj Amerling

Karel Slavoj Amerling, auch Karl Slavomil Amerling (Pseudonym Slavoj Strnad Klatovský, * 18. September 1807 in Klattau; † 2. November 1884 in Prag), war ein tschechischer Pädagoge, Schriftsteller und Philosoph.

## Leben
Geboren als Kind eines vermögenden Bäckers, besuchte er ab 1820 die Lateinschule im böhmischen Klattau, danach studierte er zwei Jahre Philosophie in Wien. Nach seiner Rückkehr arbeitete er zwei Jahre als Erzieher, ging danach nach Prag, um Medizin zu studieren, belegte aber auch Seminare in Philosophie (Pantheismus) und Theologie.
Von 1833 bis 1837 arbeitete er als Assistent des Professors Jan Svatopluk Presl im Bereich Mineralogie und Biologie. In seine Zuständigkeit fiel die Verwaltung der Sammlungen des adeligen Naturwissenschaftlers Kaspar Maria von Sternberg, eines der Mitbegründer des Tschechischen Museums. 1836 erwarb er den Titel MUDr. und wurde im gleichen Jahr Sekretär der Sternbergs, musste aber kurz darauf wegen einer Krankheit diese Stelle wieder aufgeben.
Er ging ins Ausland und besuchte die Schweiz, Österreich, die Küsten der Adria und der Ägäis. Zurückgekehrt wurde er Privatarzt in Prag, sein Hauptinteresse galt jedoch der Pädagogik. Er sammelte Gleichgesinnte um sich, die einen Bedarf an geschulten Jugendlichen in der aufkeimenden Industrierevolution sahen und für eine Reformation des Schulsystems eintraten. 1840 gründete er die Erziehungsanstalt Budeč und leitete diese von 1848 bis 1868. Das Institut zur Ausbildung von Pädagogen errang sich einen Namen einer vorbildlichen böhmischen Schule, die nicht nur Lehrer und vorbildliche Unternehmen heranziehen sollte, sondern auch gebildete Erzieherinnen, Mütter, Ehefrauen und Hauswirtschaftlerinnen. 1848 veröffentlichte er auch seinen Vorschlag zur Reformation des Schulwesens.
Er war überzeugt, dass Ausbildung und Erziehung für alle möglich sei und kämpfte für die Errichtung eines Instituts für mental gestörte Jugendliche. Sein Traum ging in Erfüllung, und er konnte auf dem Hradčany sein Ernestinum eröffnen, das erste Institut für die Betreuung und Erziehung von geistig zurückgebliebenen Kindern in der österreichischen Monarchie. Nach seiner politisch bedingten Abberufung wurde er 1870 Direktor einer Nervenheilanstalt, die er bis zu seinem Tod leitete.

## Wirken
Amerling gründete eine Gesellschaft für Physiokratie, mit der er die Naturwissenschaftliche Forschung und deren Ergebnisse den Menschen näher bringen wollte. Dazu publizierte er zahlreiche Bücher und Artikel in Zeitungen und Zeitschriften.
Er war Mitglied in verschiedenen Organisationen, darunter seit 1867 der Gelehrtenakademie Leopoldina, Ehrenmitglied des Vereins tschechischer Ärzte, der tschechischen Einheit der Seidennäher und des KČSN. In der Theorie beschäftigte er sich vor allem der Umsetzung naturwissenschaftlicher Erkenntnisse in der Landwirtschaft, aber auch psychologischen und psychiatrischen Problemen.
Seine Physiokratie und Naturökonomie basiert auf dem Spruch von Francis Bacon: „Wissen ist Macht.“ Im Gegensatz zu ihm ist seine Arbeit jedoch auf den Nutzen und nicht auf die Grundlagenforschung ausgerichtet. Sein Verständnis für die Natur beruht auch auf seinem starken Glauben. Er versteht Gott als ständig arbeitenden Schöpfer, der nicht nur die Kraft und Materie schuf, sondern auch die Seele, die in der Materie wohnt. Beide, die Seele und Materie, leben in einer Harmonie, wobei die Materie der Seele dient.
Er war von der Mathematik begeistert, die er als Schlüssel zum Kennenlernen der Natur und des Menschen sah. In seinen Werken und Aufsätzen unterdrückt er die Entdeckungen und die Evolutionstheorie Charles Darwins. Er sieht die Genesis als die Schöpfung an und versucht sie naturwissenschaftlich zu interpretieren. Auch ethisch war er dem Glauben verbunden.

## Werke
Der größte Teil seiner Werke sind pädagogische Schriften. Er verehrte Comenius und hielt sich eine Zeit lang für seinen Nachfolger. Er hob vor allem Comenius’ Prinzipien der Anschaulichkeit und Angemessenheit des Lehrens hervor.

### Bibliografie
- Květomluva, 1833
- Přátelům štěpařství, 1836
- Knížka o hmyzech, 1836
- Pojednání o malbě, 1837
- Promyslný posel, 1840, 1844
- Přehlední tabule lučby mineralní a rostlinné, 1840
- Lučebné zkoumání na suché cestě, 1846
- Nedělní listy pro řemeslníky, 1947
- Příruční knížka pro sběratele přírodnin, 1849
- Jedovaté rostliny, 1850
- Přírodnická průmyslnická zemězpytecká mapa Čech, 1850
- Lučební základové hospodářství a řemeslnictví, 1851
- Průmysl v Čechách, 1851
- Přírodněna česká, 1851
- Živočichové v obrazích, 1851
- Rostliny v obrazích, 1852
- Orbis pictus, 1852
- Fauna a zvířena česká, 1852
- Třicet dílen řemeslnických, 1857
- Dvanáct měsíců v obrazích, 1859
- Biologisch-harmonisches Natursystem, 1864
- Gesammelte Aufsätze aus dem Gebiete Naturökonomie und Physiokratie, 1868
- Orientierungs-Lehre oder Diasophie, 1874
- Esentialní, čili podstatné o vychování, 1875
- Der Gott des Christentums als Gegenstand streng wissenschaftlicher Forschung, 1880
- Die Idiotenanstalt des Sct. Anna-Frauen-Vereins in Prag vom Jahre 1871–1883, 1883
- Školy denní, týdenní a měsíční I–II 1885, 1886.

### Sammelbände
- Dějiny první hlavní české školy a kursu učitelského, Otázky časové a rozpravy pedagogické, 14, 1908
- Výbor z korespondence, in Pedagogické dědictví KAREL SLAVOJ AMERLING, 1960.